# دوغان علمدار
دوغان علمدار (انگلیسی: Doğan Alemdar؛ زادهٔ ۲۹ اکتبر ۲۰۰۲) بازیکن فوتبال اهل ترکیه است.
از باشگاه‌هایی که در آن بازی کرده‌است می‌توان به باشگاه فوتبال قیصریه‌اسپور و باشگاه فوتبال رن اشاره کرد.
وی همچنین در تیم ملی فوتبال ترکیه بازی کرده‌است.